# Ынтымак (городская администрация Талдыкоргана)
Ынтымак (каз. Ынтымақ) — населённый пункт в Алматинской области Казахстана. Находится в подчинении городской администрации Талдыкорган. Входит в состав Отенайского сельского округа. Расположен примерно в 7 км к западу от Талдыкоргана. Код КАТО — 191045780.

## Население
В 1999 году население населённого пункта составляло 205 человек (98 мужчин и 107 женщин). По данным переписи 2009 года, в населённом пункте проживали 273 человека (135 мужчин и 138 женщин).